# Clément-Edmond Révérend du Mesnil
Pour les articles homonymes, voir Dumesnil.
Clément-Edmond Révérend du Mesnil, né le 26 janvier 1832 à Falaise et mort le 9 mai 1895 à Oyé, est un historien et généalogiste français.

## Biographie
En 1862, il s'installe à Meximieux, où il devient receveur des domaines. En 1872, il est juge de paix à Meximieux, puis à Saint-Rambert. Il est révoqué de cette dernière fonction par le gouvernement républicain, par décret du 16 mai 1879.
Il fonde, en 1882, L'Ancien Forez, revue mensuelle historique et archéologique, qu’il rédigeait à peu près seul, et qu'il dirige jusqu'à sa mort en 1895, date à laquelle cette revue cesse de paraître. Il est aussi directeur de l'Almanach du Forez.
En 1882, il est domicilié aux Unchats à Saint-Rambert. Puis, en 1886, il habite à Oyé, au château de Daron,.

## Famille
Son père est Louis-Gustave Révérend du Mesnil, né le 1er messidor an IX (20 juin 1801), vicomte du Mesnil, employé supérieur de l'administration de l'enregistrement et ensuite conservateur des hypothèques, maire de Villy et vice-président du conseil d'administration de Falaise.

Sa mère est Louise-Aline Guyon de Vosloger, fille de Louis Guyon de Vosloger, ancien officier, chevalier de Saint-Louis, et de Louise-Julie Gouhier de Saint-Cenery.

Mariage des parents le 23 mai 1830.
Il a un frère Laurent-Adrien, baron Révérend du Mesnil, né le 23 juin 1834.
Il épouse le 21 avril 1857 avec Xavérine-Hortense Hüe de la Blanche, fille de Claude-Victor Hüe de la Blanche et d'Aria-Pierrette Courtin de Neufbourg,. Ils ont 2 enfants :
- Victor-Henri Révérend du Mesnil, né le 6 avril 1858[3]
- Claude-Nicolas-Gustave Révérend du Mesnil, né le 2 mars 1860[3]

Le « du Mesnil » du nom provient du petit fief du Mesnil à Pertheville ajouté par son ancêtre Louis II Révérend à son patronyme vers 1750.

### Sociétés savantes
- La Diana. Société historique et archéologique du Forez : membre, 1861
- Académie florimontane d'Annecy, membre correspondant
- Comité des travaux historiques et scientifiques, membre correspondant, 1872
- Institut des provinces, membre
- Société d'agriculture, industrie, sciences, arts et belles-lettres de la Loire
- Société d'émulation de l'Ain, membre correspondant
- Société littéraire de l'Ain
- Société française d'archéologie
- Société d’Agriculture, sciences, lettres et arts de Saint-Étienne
- Société des gens de lettres de Paris
- Société linnéenne de Lyon, membre 1863
- Société littéraire, historique et archéologique de Lyon, membre 1871-1895[2]
- Académie de Mâcon[10]
- Académie héraldique italienne
- Archivo storico gentilizio del l'Italia, membre correspondant

## Publications
- [1870] Études historiques sur le département de l'Ain. Le président Favre, Vaugelas et leur famille, d'après les documents authentiques, Lyon, impr. Aymé Vingtrinier, 1870, 104 p. (lire en ligne sur Gallica).
- [1870] Biographie de l'abbé Blanchon, curé de Mollon (Ain), 1870, 4 p. (lire en ligne sur Gallica).
- [1870] Études historiques sur le département de l'Ain. Familles Favre contemporaines d'après les documents authentiques, Paris, libr.-éd. Schlesinger frères, 1870, 92 p. (lire en ligne sur Gallica).
- [1872] Armorial historique de Bresse, Bugey, Dombes, Pays de Gex, Valromey et Franc-Lyonnais, d'après les travaux de Guichenon, d'Hozier… les archives et les manuscrits, etc. avec les Remarques critiques de Philibert Collet, Lyon, impr. Aimé Vingtrinier, 1872, 714 p. (lire en ligne sur Gallica)[n 1].
- [1876] Études historiques sur le département de l'Ain. La Valbonne, étymologie et histoire d'après les documents authentiques, 1876 (réimpr. 2001, éd. Le livre d'histoire), 182 p. (ISBN 2-84373-116-X, BNF 38937744, lire en ligne).
- [1879] Les Aïeux de Molière à Beauvais et à Paris : d'après les documents authentiques, Paris, éd. Isidore Liseux, 1879, 79 p. (lire en ligne sur Gallica).
- [1879] La Famille de Molière et ses représentants actuels, d'après les documents authentiques, Paris, éd. Isidore Liseux, 1879, xi-110, in-16 (lire en ligne sur Gallica).
- [1880] Aquae segetae mediolanum : Moingt & Champdieu. Rapport à la société historique et archéologique de la Diana, Montbrison, impr.-typogr. A. Huguet, 1880, 79 p. (lire en ligne).
- [1880] Études historiques sur le Forez : La Pierre à écuelle du suc de la violette et la légende de Saint-Martin, Lyon, impr. Mougin-Rusand, 1880, 22 p. (lire en ligne).
- [1880] Études historiques sur le Forez. Les Ségusiaves. Origine et étymologie, Montbrison, impr.-typogr. A. Huguet, 1880, 19 p. (lire en ligne).
- [1881] Les Faïences de Roanne : Madame et Mademoiselle de Boisy  (Rapport à la Société historique et archéologique de la Diana), Montbrison, impr.-typogr. A. Huguet, 1881, 18 p., in-8º (OCLC 822757019, lire en ligne).
- [1881] « La Lieue gauloise de la table de Peutinger » (Procès-verbal de la réunion du 12 septembre 1881), Bulletin de la Diana, t. 2 (mai 1881 - août 1884),‎ 1881, p. 51-57 (lire en ligne sur Gallica).
- [1881] « Un Homonyme de Molière. À propos d'un livre dédié à une demoiselle de Molière », Le Moliériste, no 27, 3e année,‎ juin 1881, p. 67-78 (lire en ligne sur Gallica).
- [1881] « Le Lac du Forez », Journal de Montbrison,‎ 22 mai 1881, p. 1-7 (lire en ligne).
- [1882] Mémoires généalogiques sur la maison Le Révérend, sieurs de Basly, Bougy, Calix, La Comté, Soliers, Marquis de Calonges, vicomtes du Mesnil, en Basse-Normandie d'après les documents authentiques, Myon, impr. Mougin-Rusand, 1882, 74 p. (lire en ligne sur Gallica).
- [1888] Les Auteurs du Brionnais. François de Molière, seigneur d'Essertines, Anne Picardet, sa femme et leur famille, d'après les documents authentiques, Charolles, impr.-lithogr. Veuve Lamborot, 1888 (réimpr. 2014, Hachette Livre), 97 p. (OCLC 903913940, lire en ligne sur Gallica).
- [1891] De la race bovine charollaise, Saint-Étienne, impr. Théolier, 1891, 13 p. (BNF 31202700).
- [1893] Le Capitaine Poncenat et sa famille d'après des documents authentiques, Moulins, impr. E. Auclaire, 1893, 53 p. (BNF 31202686).
- [1894] « Les Origines de Bourbon-Lancy, d'après les auteurs anciens et les cartulaires de la région », Bulletin-revue de la Société d'émulation et des beaux-arts du Bourbonnais,‎ 1894, p. 105-121 (« I. Prolégomènes historiques. Le pagus Burbunensis et le comté d'Autun »), [lire en ligne sur Gallica 163]-180 (« Les bains antiques - suite ») (BNF 34112499, lire en ligne sur Gallica).
- [1895] « Les Origines de Bourbon-Lancy, d'après les auteurs anciens et les cartulaires de la région (suite) », Bulletin-revue de la Société d'émulation et des beaux-arts du Bourbonnais,‎ 1895, p. 76-82 (lire en ligne sur Gallica).
- [1895] « Les Origines de Bourbon-Lancy, d'après les auteurs anciens et les cartulaires de la région (suite) », Bulletin-revue de la Société d'émulation et des beaux-arts du Bourbonnais,‎ 1895, p. 99-108 (lire en ligne sur Gallica)

## Armoiries
Les lettres d'anoblissement datent de septembre 1594,. Armoiries : écartelé, aux 1 et 4 de sinople, à trois mouches d'or, aux 2 et 3 de gueules, à l'aigle éployée d'argent. 

Cimier : Un casque taré de profil, orné de ses lambrequins aux couleurs de l'écu, timbré de deux têtes de levrettes d'argent adossées et colletées de sinople. 

Supports : deux levrettes d'argent colletées de sinople.